# Víctor Ciriaco Cruz y Ruiz de León
Víctor Ciriaco Cruz y Ruiz de León (Valdepeñas, 8 de agosto de 1812-Madrid, 4 de mayo de 1877), helenista y gramático español.

## Biografía
Hijo de Bartolomé Cruz y de Rosa Ruiz de León, fue presbítero, catedrático de Derecho Canónico y licenciado en Literatura. Sobresalió en la corte como orador sagrado y obtuvo las cátedras de latinidad y griego, retórica y poética y latín y castellano que desempeñó en el Instituto de San Isidro de Madrid. Según su biznieto, el escritor Francisco Nieva, en su libro de memorias Las cosas como fueron (2002), tuvo un hijo natural con una concuñada, Paula, que fue encerrada por su familia en su casa hasta el fin de sus días, con el pretexto de que estaba loca, a resultas de lo cual enloqueció realmente. Al hijo se le dotó de un mayorazgo y se le hizo pasar como sobrino e hijo natural de un hermano de don Ciriaco, quien le dotó de medios de fortuna y le compró un negocio en Sevilla, la famosa taberna de los Morales.
Ciriaco Cruz recibió el título de preceptor de latinidad expedido por la Dirección General de Estudios el 16 de mayo de 1841. Cuando se fundó en 1850 la Escuela Normal de Filosofía para formar un cuerpo de funcionarios docentes para las facultades de Filosofía y los institutos, dirigida por Fernando de Castro, fue nombrado profesor de la misma Ciriaco Cruz junto a otros de reconocido prestigio como Pedro Felipe Monlau, Ángel María Terradillos, José Coll y Vehí y Lázaro Bardón. Se impartían las asignaturas de Castellano y latín comparados (analogía y sintaxis, traducción en prosa) y lexicología griega. Escribió una gramática griega que fue declarada libro de texto de segunda enseñanza y alcanzó cuatro ediciones. Resulta novedosa al dividir los tiempos del verbo en principales (presente, futuro, perfecto) y secundarios (imperfecto, aoristo y pluscuamperfecto): el imperfecto se forma del presente, el aoristo del futuro y el pluscuamperfecto del perfecto. Contractos: file/w, tima/w, dhlo/w. Tiene apéndice de prosodia, acentos, dialectos y números. Enfermó gravemente a comienzos de 1876 y murió al año siguiente.

## Obras
- Gramática griega: compendiada para el uso de los alumnos de segunda enseñanza Madrid, 1858 (Imp. de la viuda de Palacios). Segunda edición "notablemente aumentada", con el título Elementos de gramática griega, Madrid: Imprenta de D. Luis Palacios, 1859; tercera, Madrid, Imprenta de las Escuelas Pías, 1861; cuarta "aumentada y corregida" Madrid: Imprenta de las Escuelas Pías, 1864.
- Versión griega. Madrid: Imprenta de don Luis Palacios, 1859.
- Programa de gramática griega para los alumnos del Instituto de San Isidro de esta Corte... Madrid: Imprenta de las Escuelas Pías, 1861; se reimprimió en 1865.
- Programa del segundo año de griego para el uso de los alumnos del Instituto de San Isidro de esta Corte..., Madrid: Imprenta de las Escuelas Pías, 1861.
- Epítome de Mitología que escribió en francés don Pedro Gautruche, traducido ya anteriormente en español y nuevamente reformado. Madrid: Imprenta de la Viuda de don Antonio Yenes, 1868.
- Compendio de la Gramática castellana, corregido y aumentado. Madrid: Imprenta de la Viuda de don Antonio Yenes, 1869.
- Ejercicio cotidiano. Madrid: Imprenta de la Viuda de Yenes, 1850.